# Lucifer's Friend (album)
Lucifer's Friend è il primo album in studio del gruppo hard rock Lucifer's Friend, pubblicato nel gennaio 1971. I Lucifer's Friend avrebbero cambiato direzione più volte negli album successivi. Tuttavia, il progressive e il krautrock influenzato dal proto-doom metal di questo album sono all'altezza della copertina sinistra.

## Tracce

### Lato uno
1. "Ride the Sky" (Hesslein, Lawton) 2:55
2. "Everybody's Clown" (Rietenbach, Horns, Docker, Hecht, Hesslein) 6:12
3. "Keep Goin'" (Horns, Docker, Hecht, Hesslein) 5:26
4. "Toxic Shadows" (Docker, Hesslein) 7:00

### Lato due
1. "Free Baby" (Horns, Lawton, Hecht, Hesslein) 5:28
2. "Baby You're a Liar" (Rietenbach, Horns, Docker, Hecht, Hesslein) 3:55
3. "In the Time of Job When Mammon Was a Yippie" (Horns, Docker, Hecht, Hesslein) 4:04
4. "Lucifer's Friend" (Rietenbach, Horns, Hildebrandt-Winhauer, Hecht, Hesslein) 6:12

### Bonus tracks dalla re-release del 1990
1. "Rock 'n' Roll Singer" (Hesslein, Lawton) 4:21
2. "Satyr's Dance"  3:17
3. "Horla" (Rietenbach, Horns, Docker, Hecht, Hesslein) 2:52
4. "Our World Is a Rock 'n' Roll Band" (Becker, Docker) 3:20
5. "Alpenrosen" (Horns, Bornhold, Hecht, Hesslein) 3:53

### Bonus tracks dalla re-release del 2010
1. "Horla" (Rietenbach, Horns, Docker, Hecht, Hesslein) 2:53
2. "Lucifer's Friend" (Radio Edit) (Rietenbach, Horns, Hildebrandt-Winhauer, Hecht, Hesslein) 3:43

## Membri

### Formazione
- John Lawton – voce
- Peter Hesslein – chitarra, voce, percussioni
- Peter Hecht – organo, piano, corno francese (su "Ride the Sky")
- Dieter Horns – basso, voce
- Joachim Rietenbach – batteria, percussioni[2]

### Produzione
- Günther Zipelius – ingegneria sonora
- Henning Ruete, Horst Andritschke – mixing
- Juligan Studio – fotografia, cover design
- Herbert Hildebrandt-Winhauer – produzione
- Lucifer's Friend – co-produzione